# Stéphanie Szostak
Stéphanie Szostak (* 12. června 1975, Paříž, Francie) je francouzská herečka. Objevila se ve filmech jako Ďábel nosí Pradu, Blbec k večeři, Iron Man 3 nebo Koupili jsme ZOO. Na televizních obrazovkách se objevila v dramatickém seriálu stanice USA Network Satisfaction. Od roku 2019 hraje hlavní roli v seriálu stanice ABC A Million Little Things.

## Životopis
Szostak vyrostla na předměstí Paříže ve Francii. Kvůli studiím obchodu na americké veřejné výzkumné univerzitě College of William & Mary se přestěhovala do Spojených států amerických. Po dokončení studií se přestěhovala do New Yorku, kde pracovala v oddělení marketingu pro Chanel, ale poté co navštívila pár kurzů herectví, rozhodla se svůj život změnit.

## Filmografie

### Film
| Rok  | Název                                           | Role               | Poznámky            |
| ---- | ----------------------------------------------- | ------------------ | ------------------- |
| 2003 | Si' Laraby                                      | Nadezhda           |                     |
| 2004 | Zimove vesilya                                  | Nina               | krátkometrážní film |
| 2005 | Satellite                                       | Ro Mars            |                     |
| 2006 | Cosa Bella                                      | Delphine           | krátkometrážní film |
| 2006 | Ďábel nosí Pradu                                | Jacqueline Follet  |                     |
| 2008 | Eavesdrop                                       | Francouzka         |                     |
| 2008 | Life in Flight                                  | Alex               |                     |
| 2008 | The Sexes                                       | Florence Leaming   | krátkometrážní film |
| 2008 | Letting Go                                      | Estella            |                     |
| 2009 | Čtyři opuštění muži                             | Monique            |                     |
| 2009 | Dobré srdce                                     | Sarah              |                     |
| 2009 | Mateřské galeje                                 | Sandrine Dumas     |                     |
| 2009 | Sexy 40                                         | Alice Marnier      |                     |
| 2009 | How to Seduce Difficult Women                   | Gigi               |                     |
| 2010 | Something Fun                                   | Katy               |                     |
| 2010 | Blbec k večeři                                  | Julie              |                     |
| 2011 | Koupili jsme ZOO                                | Katherine Mee      |                     |
| 2013 | Dej mi domov                                    | Joanna Fitzpatrick |                     |
| 2013 | Iron Man 3                                      | Ellen Brandt       |                     |
| 2013 | R.I.P.D. – URNA: Útvar Rozhodně Neživých Agentů | Julia Walker       |                     |
| 2014 | Hit By Lightning                                | Danita Jacobs      |                     |
| 2016 | Half the Perfect World                          | Lydia              |                     |
| 2016 | Matters of the Heart                            | —                  |                     |

### Televize
| Rok       | Název                            | Role                   | Poznámky                               |
| --------- | -------------------------------- | ---------------------- | -------------------------------------- |
| 2006      | Rodina Sopránů                   | žena                   | díl: „Domácí kino Sopranů“             |
| 2008      | Zákon a pořádek: Zločinné úmysly | Caroline Walters       | díly: „Sen o slávě“ a „Rocková hvězda“ |
| 2009      | A NY Thing                       | Marie                  | TV film                                |
| 2010      | Lafayette: The Lost Hero         | Adrienne de La Fayette | TV film                                |
| 2014      | Satisfaction                     | Grace Truman           | hlavní role, 20 dílů                   |
| 2016      | Černá listina                    | Josephine              | díl: „Alistair Pitt č. 103“            |
| 2017      | Perfect Citizen                  | Isabel Lang            | TV film                                |
| 2017–2018 | Jak přežít rozvod                | Collette               | 3 díly                                 |
| 2018      | Bull                             | Annabel                | díl: „Grey Areas“                      |
| 2018      | Znovu 20                         | Sophia Bell            | díl: „The Bubbles“                     |
| 2018–2023 | A Million Little Things          | Delilah                | hlavní role                            |